# Emil Bretschneider

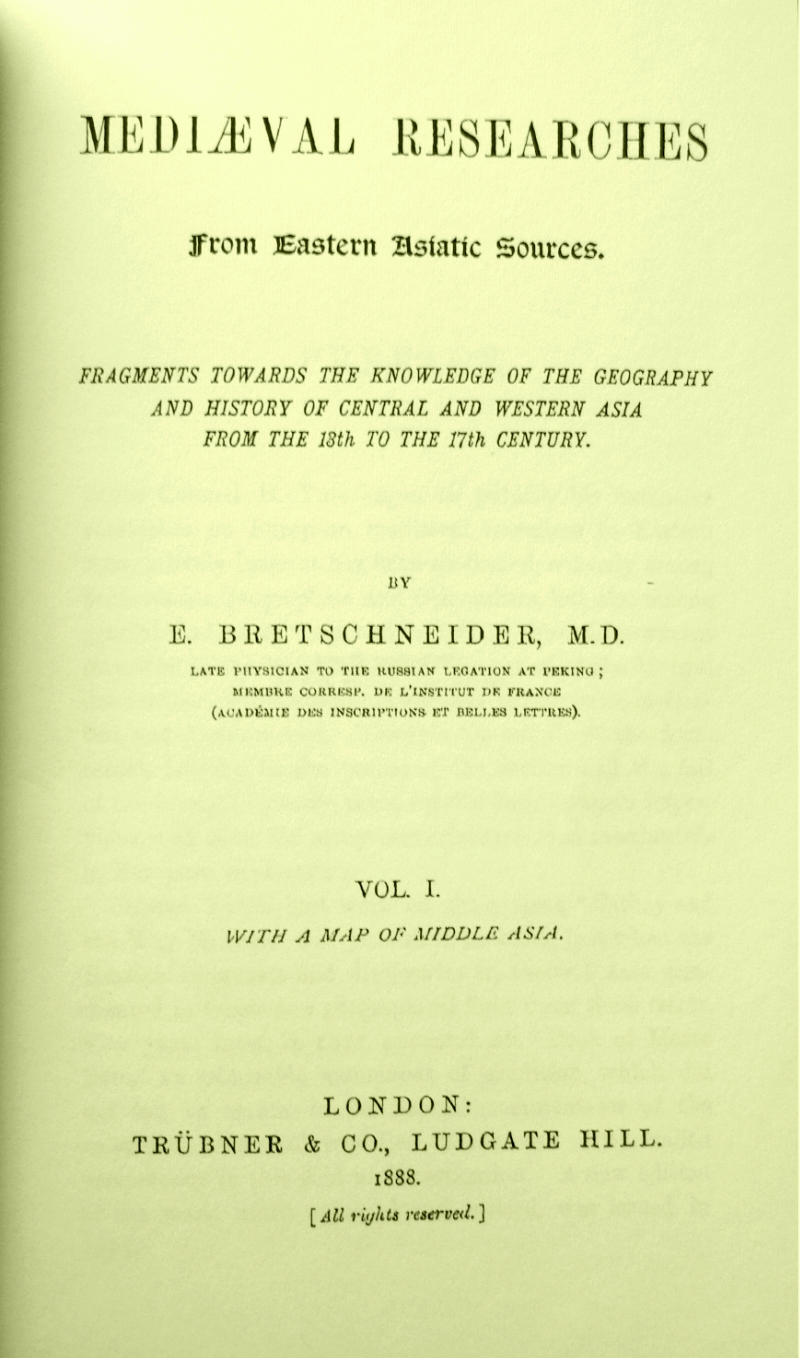
Strona tytułowa Medieval Researchers..., pracy E. Bretschneidera z 1888 roku

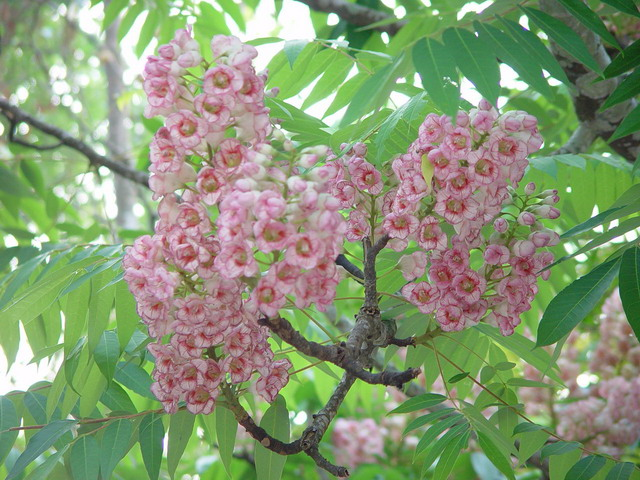
Kwiat Bretschneiderii sinensis

Alexander Hermann Emil Bretschneider (ur. 4 lipca 1833 w Bankaushof, Imperium Rosyjskie (obecnie Benkavas muiža, Łotwa) – zm. 12 maja 1901 w Sankt Petersburgu) – rosyjski sinolog i botanik, lekarz misji rosyjskiej w Teheranie i Pekinie, autor książek o historii europejskich odkryć botanicznych w Chinach i dawnej wiedzy biologicznej w tym kraju.
Urodził się w rodzinie bałtyckich Niemców, Wilhelma Bretschneidera i Annette z domu Köhler. Uczęszczał do państwowego gimnazjum w Mitawie (1849-52), a następnie w latach 1853-54 studiował fizykę, a od 1855 do 1858 medycynę w Dorpacie. Naukę kontynuował w Berlinie, Wiedniu i Paryżu, w latach 1859-61. Po ukończeniu studiów medycznych służył jako lekarz rosyjskiego poselstwa w Persji, w Teheranie, w latach 1862-65. Następnie został wysłany do Pekinu, gdzie był lekarzem tamtejszej ambasady rosyjskiej aż do emerytury w 1884. Dużo podróżował, odwiedzając Syberię, Japonię, Amerykę Północną, Indie, Jawę (1872) i Cejlon (1878). Po roku 1884 osiadł w Sankt Petersburgu, kontynuując pracę jako sinolog i historyk nauki. Był członkiem korespondentem Institut de France; Rosyjskie Towarzystwo Geograficzne nagrodziło go złotym medalem.
Badania botaniczne prowadził głównie w okolicach Pekinu. Od lat 1880. był korespondentem Królewskich Ogrodów Botanicznych w Kew, którym wysłał duży zbiór roślin. Jego szerokie zainteresowania naukowe obejmowały m.in. archeologię, geografię i botanikę Chin. Jako jeden z pierwszych systematycznie opisał mało wcześniej znane Europejczykom okolice Pekinu; pod koniec życia opracował mapę i opis Mandżurii, wydzierżawionej przez Rosję od Chin. W książce Medieval Researches from Eastern Asiatic Sources zajął się geografią z historycznego punktu widzenia, opisując stan wiedzy geograficznej dawnych Chińczyków. We wcześniejszej pracy historycznej odrzucił hipotezę, jakoby legenda o Fusang była śladem wczesnego odkrycia Ameryki przez Chińczyków. 
Połączenie znajomości odległych dziedzin jak sinologia i botanika umożliwiło mu opracowanie dzieł z historii badań nad florą Chin, jak poświęcona wczesnym badaczom Early European Researches Into the Flora of China, a w szczególności monumentalna, dwutomowa, licząca niemal 1200 stron, historia europejskiej botaniki w Chinach: History of European Botanical Studies in China. W Early European Researches... jako pierwszy prawidłowo zidentyfikował większość z roślin opisanych przez Michała Boyma we Florze sinensis.
Rośliny opisane po raz pierwszy przez Emila Bretschneidera oznacza się skrótem Bretschn.
Osiągnięcia Bretschneidera zostały upamiętnione w nazwie chińskiego krzewu Bretschneideria sinensis, jedynego przedstawiciela rodzaju Bretschneideria.

## Dzieła (wybór)
- On the Knowledge Possessed by the Ancient Chinese of the Arabs and Arabian Colonies, London, Trübner & Co., 1871
- Notes on Chinese Mediaeval Travellers to the West, London, Trübner & Co., 1875
- Archaeological and historical researches on Peking and its environs, Szanghaj, American Presbyterian Mission Press, 1876
- Early European Researches Into the Flora of China, London, Trübner & Co., 1881
- Botanicon sinicum: Notes on Chinese botany from native and western, 3 tomy, London, Trübner & Co., 1882-1895
- Mediaeval researches from Eastern Asiatic sources, London, Trübner & Co., 1888
- History of European Botanical Studies in China, tom 1, London: Sampson Low, 1898
- History of European Botanical Studies in China, tom 2, London: Sampson Low, 1898